# Tatort: Zahltag (2002)
Zahltag ist ein Fernsehfilm aus der Kriminalreihe Tatort der ARD und des ORF. Der Film wurde vom SFB produziert und am 22. März 2002 erstmals ausgestrahlt. Es handelt sich um den vierten Fall des Ermittler-Duos Ritter und Stark, nachdem Dominic Raacke zuvor bereits sechs Fälle mit Stefan Jürgens als Hellmann und Ritter gelöst hatte und um die 495. Tatort-Folge. Ritter und Stark müssen den Raub der Tageseinnahmen eines Kaufhauses in Millionenhöhe, den Mord an einer Angestellten und die Verwicklung eines ehemaligen Angestellten in die Tat klären.

## Handlung
Die Geschäftsleitung des Berliner Kaufhauses Mercato hat seinem Elektriker Dieter Barneck übel mitgespielt. Seine zwanzigjährige Tätigkeit als Hausmeister des Kaufhauses musste er als Selbstständiger fortsetzen, wofür er sich hoch verschulden musste. Kürzlich teilte die Geschäftsleitung Barneck dann mit, dass man die Zusammenarbeit nicht fortsetzen und stattdessen eine andere Firma mit der Betreuung des Objekts betrauen werde. Barneck, der mit seiner Familie aufgrund einer Zwangsvollstreckung gerade sein Eigenheim verlassen muss, wird an einem seiner letzten Arbeitstage von seiner Kollegin Ilse Tobien ins Kaufhaus gerufen, weil die Geldzählmaschine streikt. Als Barneck sie gerade repariert, erscheint ein bewaffneter und maskierter Mann, der die Tageseinnahmen raubt. Als Ilse Tobien den Alarm auslöst, erschießt der zitternde Täter sie und nimmt Barneck auf seiner Flucht aus dem Gebäude als Geisel. Ritter und Stark erfahren von dem Verwaltungsleiter Richard Domke, dass Tageseinnahmen in Höhe von 1,86 Mio. Euro geraubt wurden, die Summe war deshalb so hoch, weil das Kaufhaus gerade Jubiläumsverkauf hat. Vom stellvertretenden Geschäftsführer Jürgen Riedel erfahren die Beamten, dass die Zählmaschine vergangene Woche schon einmal ausgefallen war. Ritter und Stark fragen Riedel weiterhin nach seinem Verhalten während des Überfalls, Riedel sagt aus, dass er Ilse Tobien davon abbringen wollte, den Alarmknopf zu drücken, allerdings hat er dadurch offensichtlich erst den Täter auf den Knopf aufmerksam gemacht. 
Kurz darauf wird Dieter Barneck leicht verletzt im Heizungsraum des Kaufhauses aufgefunden. Er sagt aus, dass der Täter übers Dach entkommen sei. Die Beamten beobachten, wie Domke Barneck dankt, ihm allerdings mitteilt, dass er die Kündigung nicht rückgängig machen könne; sie liege in Riedels Zuständigkeitsbereich. Barneck berichtet den Beamten, dass er vom Täter niedergeschlagen wurde; er schließt aus, dass der Täter ihm in den Kassenraum gefolgt sein könnte. Auf seine Kündigung hin angesprochen, erzählt er Ritter und Stark, er habe bereits eine neue Aufgabe, so dass sie ihn finanziell nicht träfe; seine Geldprobleme verschweigt er den Beamten. Am nächsten Morgen lassen die Beamten den Overall und die Maske untersuchen, die der Täter auf dem Dach des Kaufhauses zurückgelassen hat; zudem werden alle einschlägig vorbestraften Räuber, die sich zurzeit in Freiheit befanden, überprüft. Ritter und Stark finden ebenfalls heraus, dass Barneck von seinem Einfamilienhaus heute in einen Plattenbau im Osten umziehen muss. Von Lutz Weber erfahren die Beamten zudem, dass das Geldzählgerät offensichtlich professionell manipuliert worden sein muss, die Panne des Geräts und Barnecks Auftauchen dort vor dem Überfall also kein Zufall waren. Weber kann eine Zeugin auftreiben, die gesehen hat, dass der Räuber ohne Beute vom Dach entkommen ist. Ritter und Stark suchen daraufhin Barneck auf, der gerade mit seiner Familie sein Haus geräumt hat, und nehmen ihn mit aufs Revier; dabei werden sie von Unbekannten, die Barneck beschatten, beobachtet. Die Beamten halten Barneck vor, dass dessen Generalschlüssel kopiert worden sei, er die Maschine manipuliert habe und in Geldschwierigkeiten sei; Barneck bestreitet jedwede Beteiligung, den Schlüssel habe er erst vor wenigen Tagen von Riedel bekommen. Unterdessen bringen die Unbekannten Barnecks Frau und die Tochter in ihre Gewalt. 
Ritter und Stark fahren zu Barnecks neuer Wohnung, um dort nach der Beute zu suchen, erfahren aber von einem Nachbarn, dass Frau und Tochter Barneck mit einem Unbekannten mitgegangen sind. Als sie durch Weber erfahren, dass Barneck € 192.000 Schulden hat und zudem ein vorbestrafter Räuber namens Rico Stachowiak, der bei seinen Überfällen immer gezittert hat wie der Täter des Kaufhausraubes, sich seit kurzem wieder in Berlin aufhält, nimmt sich Ritter Barneck noch einmal vor. Barneck streitet alles ab, obwohl der Täter mit seiner Codenummer den Kassenraum betreten hat. Als Ritter ihm allerdings erzählt, dass Stachowiak offensichtlich mit Barnecks Familie ihre neue Wohnung verlassen hat, verliert Barneck die Nerven, überwältigt Ritter und kann mit ihm als Geisel aus dem Polizeipräsidium entkommen. Stark bemerkt das Verschwinden seines Partners und begreift, dass Ritter in Barnecks Gewalt ist. Er gibt eine Fahndung heraus und fährt zu Barnecks bisherigem Haus; davor steht Ritters Wagen. Stark fordert Verstärkung an; derweil versucht Ritter vergeblich, Barneck zur Aufgabe zu überreden. Als Wiegand gegen den Rat von Stark die Stürmung des Hauses durch ein SEK befiehlt, stellt sich heraus, dass sich lediglich Handwerker dort aufhalten; Barneck hält Ritter an einem unbekannten Ort gefangen. Von dort aus telefoniert Barneck mit Stachowiak, dieser fordert das Geld heraus, glaubt aber, dass Barneck noch immer in Polizeigewahrsam ist und ihn gemeinsam mit den Beamten hereinlegen will. Ritter versucht, Barnecks Vertrauen zu gewinnen; der macht ihm klar, dass er niemandem mehr vertraut, seitdem ihn Domke zur Kündigung und Selbstständigkeit überredet hatte. Weber stellt unterdessen im Kaufhaus fest, dass die Akte mit Barnecks Sicherheitscode zum Kassenraum geöffnet und anschließend wieder verklebt worden war und stellt die Akte sicher. 
Am Abend fährt Stark zu Barnecks altem Firmengelände und beobachtet durchs Fenster Ritter und Barneck. Ritter bemerkt seinen Partner und kann ihm unbemerkt Morsezeichen geben, als Barneck mit Stachowiak telefonisch einen Treffpunkt zur Übergabe des Geldes vereinbart. Stark folgt Barneck zum Treffpunkt und fordert Verstärkung an. Barneck, der Ritter inzwischen freigelassen hat und mit ihm kooperiert, trifft sich mit Stachowiak; Ritter und der eingetroffene Stark sichern die Umgebung, um den Zugriff auf Stachowiak vorzubereiten. Stachowiak wird von einem Unbekannten gewarnt und kann Stark und Ritter entwaffnen. Mit Ritter, Barneck und dessen Tochter als Geisel fährt Stachowiak davon. Stark informiert Wiegand darüber, dass Stachowiak einen Komplizen hat. Von der freigelassenen Carola Barneck versucht er zu erfahren, wo ihr Mann das Geld versteckt haben könnte. Als Barneck auf Befehl von Stachowiak eine Routinekontrolle der Polizei in Finow durchbricht und die Beamten die Verfolgung aufnehmen, fährt der Gangster mit seinen Geiseln in den Wald und bleibt dort stecken; unterdessen erfahren Stark und seine Kollegen von dem Vorfall. Carola Barneck kann Stark daraufhin einen Hinweis auf einen ehemaligen Militärflugplatz nahe Finow geben; dort habe ihr Mann öfter Utensilien für sein Hobby gekauft. Als Stachowiak mit seinen Geiseln verspätet am Flugplatz eintrifft, ist Stark mit einem SEK bereits vor Ort. Die Beamten beobachten auch den zweiten Komplizen, der plötzlich ebenfalls maskiert am Flugplatz auftaucht. Als Stachowiak das Geld von Barneck übergeben bekommt und fliehen will, will sein Komplize ihn mit dem Auto überfahren, um die Beute nicht teilen zu müssen; Stachowiak erschießt ihn. In dem Moment greift das SEK zu, Stachowiak schießt Barneck nieder, bevor ihn die Beamten erschießen können. 
Der erschossene Komplize stellt sich als Domke heraus; ihm war die Geschäftsführung im Kaufhaus versprochen worden, wenn er die Entlassungen durchführe, dann wurde ihm ein anderer Geschäftsführer vorgesetzt. Stachowiak hatte er wohl auf Mallorca kennen gelernt, wo er ein Ferienhaus hatte. Ritter und Stark überreichen Barneck, der von den Gangstern nur als Werkzeug benutzt wurde, später im Krankenhaus einen großzügigen Finderlohn, mit dem er seine Schulden begleichen kann.

## Produktion
Der Tatort Zahltag ist eine Produktion im Auftrag des SFB für Das Erste. Der Film wurde in Berlin und Umgebung gedreht. Bei seiner Erstausstrahlung am 24. März 2002 hatte Zahltag 8,57 Millionen Zuschauer, was einem Marktanteil von 24,00 % entspricht.

## Kritik
„Die holprige Inszenierung stolpert in ein effektheischendes Finale.“ fanden die Kritiker der TV Spielfilm, beurteilten den Film nur mittelmäßig und kommentierten: „Ansehen zahlt sich hier nur bedingt aus“.